# Калдаш-да-Раинья
Ка́лдаш-да-Раи́нья (порт. Caldas da Rainha; [kaɫdɐʃ dɐ ʁɐ'iɲɐ]) — город в Португалии, центр одноимённого муниципалитета в составе округа Лейрия. Численность населения — 29 тыс. жителей (город), 52,3 тыс. жителей (муниципалитет). Город и муниципалитет входит в экономико-статистический регион Центр и субрегион Оэште. По старому административному делению входил в провинцию Эштремадура.

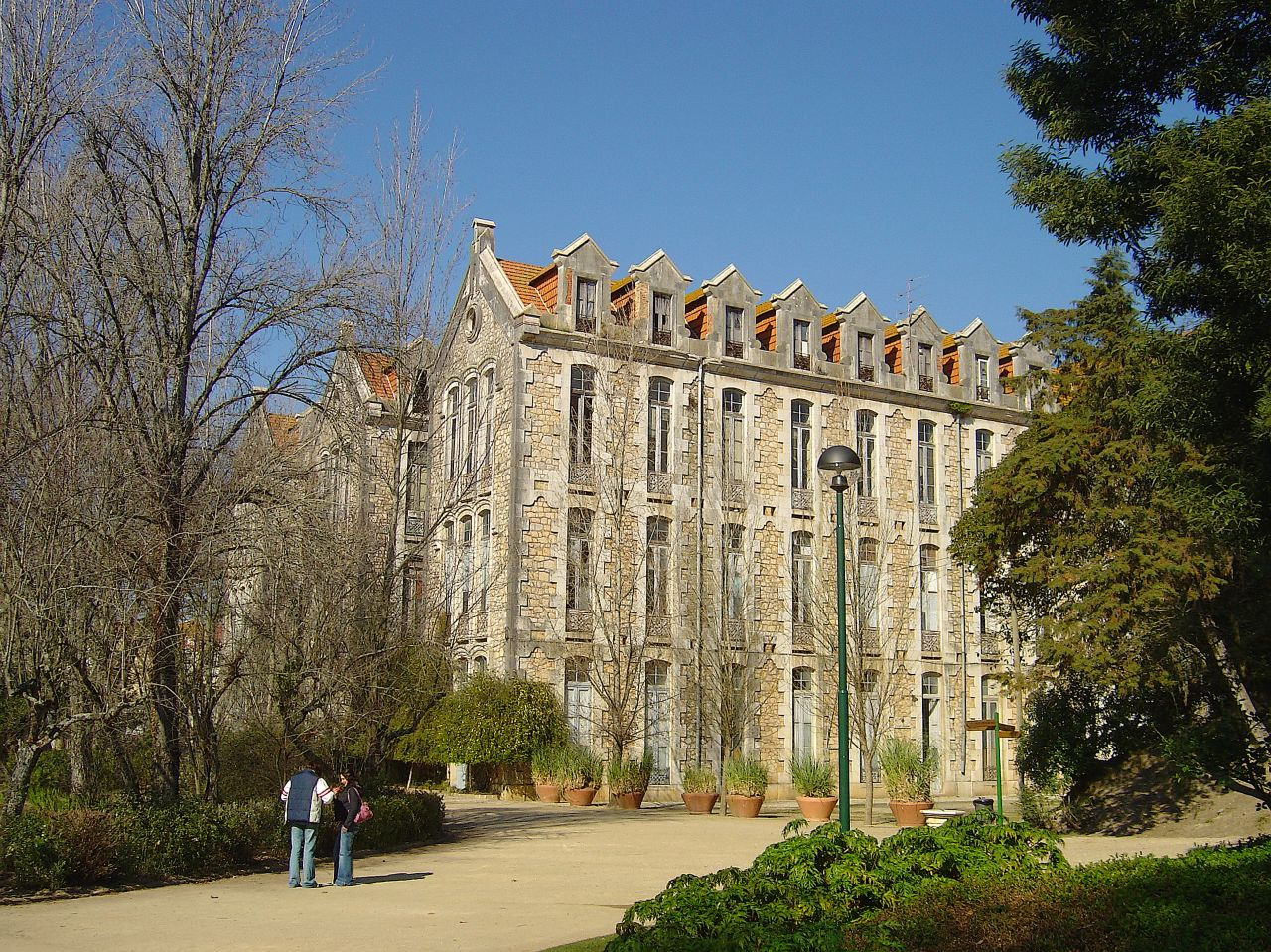

Покровителем города считается Дева Мария (порт. Maria).
Праздник города — 15 мая.

## Расположение
Город расположен в 48 км на юго-запад от адм. центра округа города Лейрия.
Муниципалитет граничит:
- на северо-востоке — муниципалитет Алкобаса
- на востоке — муниципалитет Риу-Майор
- на юге — муниципалитет Кадавал
- на западе — муниципалитеты Бомбаррал, Обидуш
- на северо-западе — Атлантический океан

## Население
| Население муниципалитета Калдаш-да-Раинья (1801—2004) | Население муниципалитета Калдаш-да-Раинья (1801—2004) | Население муниципалитета Калдаш-да-Раинья (1801—2004) | Население муниципалитета Калдаш-да-Раинья (1801—2004) | Население муниципалитета Калдаш-да-Раинья (1801—2004) | Население муниципалитета Калдаш-да-Раинья (1801—2004) | Население муниципалитета Калдаш-да-Раинья (1801—2004) | Население муниципалитета Калдаш-да-Раинья (1801—2004) | Население муниципалитета Калдаш-да-Раинья (1801—2004) |        |
| ----------------------------------------------------- | ----------------------------------------------------- | ----------------------------------------------------- | ----------------------------------------------------- | ----------------------------------------------------- | ----------------------------------------------------- | ----------------------------------------------------- | ----------------------------------------------------- | ----------------------------------------------------- | ------ |
| 1801                                                  | 1849                                                  | 1900                                                  | 1930                                                  | 1960                                                  | 1981                                                  | 1991                                                  | 2001                                                  | 2004                                                  | 2006   |
| 1470                                                  | 8486                                                  | 20 971                                                | 29 207                                                | 37 430                                                | 41 018                                                | 43 205                                                | 48 846                                                | 51 403                                                | 52 270 |

## История
Город основан в 1821 году.
В 2007 году с 25 по 30 сентября здесь проходил Чемпионат мира по современному пятиборью среди юниоров.

## Районы
В муниципалитет входят следующие районы:
1. А-душ-Франкуш
2. Алворнинья
3. Карвальял-Бенфейту
4. Коту
5. Фош-ду-Арелью
6. Ландал
7. Нададору
8. Носса-Сеньора-ду-Популу
9. Салир-де-Матуш
10. Салир-ду-Порту
11. Санта-Катарина
12. Санту-Онофре
13. Серра-ду-Бору
14. Сан-Грегориу
15. Торнада
16. Видайш